# Meseta
 (mai 2024).
Si vous disposez d'ouvrages ou d'articles de référence ou si vous connaissez des sites web de qualité traitant du thème abordé ici, merci de compléter l'article en donnant les références utiles à sa vérifiabilité et en les liant à la section « Notes et références ».

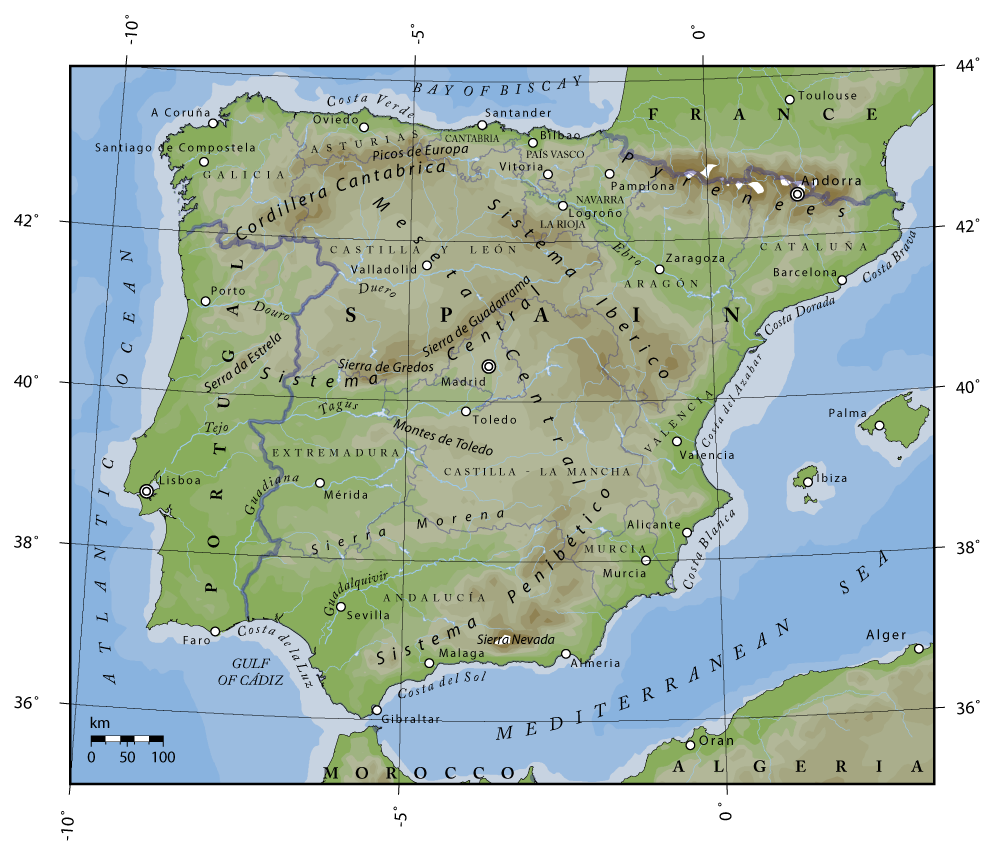
Relief de la péninsule Ibérique.

La Meseta (ou Meseta centrale ou Meseta ibérique) est un haut-plateau (meseta signifie plateau en espagnol) situé au centre de la péninsule Ibérique, et constituant son unité géographique à la fois la plus ancienne et la plus vaste, avec près de 400 000 km². Située à une altitude moyenne de 600 m, son climat est de type méditerranéen continental.

## Formation géologique
La Meseta est l'unité de relief la plus ancienne de la péninsule Ibérique, dont elle occupe la plus grande partie de la superficie. Son origine remonte au massif hespérique, constitué lors du cycle hercynien au paléozoïque. Ce massif fut aplani par l'érosion au mésozoïque, et devint une pénéplaine qui constitue le socle de l'actuelle Meseta. Celui-ci fut altéré à l'ère tertiaire par le mouvement orogénique alpin et l'érosion et la sédimentation du quaternaire.
À l'ère tertiaire, l'orogénie alpine affecta l'ancien Massif hespérique, en altérant ses rebords, et en provoquant l'apparition du Massif galicien, des Montagnes de León et des Montagnes basques, ainsi que le plissement de ses rebords : la cordillère Cantabrique au nord, le Système ibérique au nord-est et la Sierra Morena au sud. Cette orogenèse produisit le choc de la plaque africaine contre la plaque eurasienne, qui eut pour conséquence de comprimer au centre les restes du massif Hespérique, et, partant, la fracture du socle qui vit alors surgir les monts de Tolède et le Système central. Par ailleurs, les restes du massif basculèrent vers l'ouest, et furent soumis plus tard à un processus de sédimentation, plus flagrant à l'est.
Le résultat final de ces processus géologique est un plateau d'une altitude moyenne de 600 mètres. Néanmoins, l'altitude moyenne de la Submeseta nord (Submeseta norte), au nord du Système central, est plus importante que celle de la Submeseta sud (Submeseta sur). Le processus de sédimentation est plus avancé sur le côté oriental de la Meseta ; les matériaux durs et cristallins originels du Massif hespérique sont plus visibles sur le côté occidental.
La conception de la Meseta vue comme un haut-plateau séparé du reste de la péninsule et située au centre de cette dernière est relativement récente et remonte au XIXe siècle. C'est Alexander von Humboldt qui évoqua pour la première fois l'existence de cette unité de relief centrale de l'Espagne.

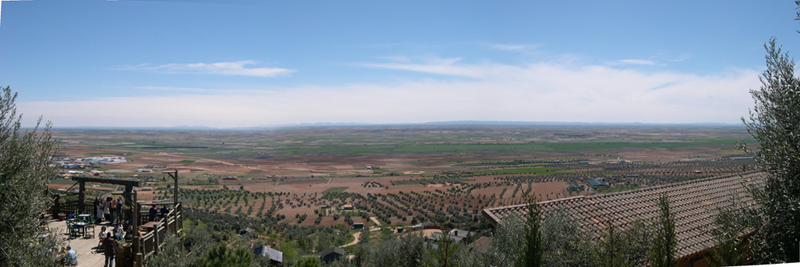
Vue panoramique de la Meseta.

## Géographie

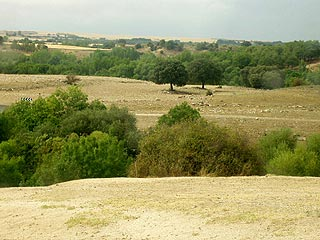
Paysage de Peñalba de Ávila.

La Meseta englobe un espace d'environ 210 000 km², ce qui représente près de la moitié de la superficie de l'Espagne, qui s'étend sur 504 782 km².
Elle est entourée de différents massifs, qui l'isolent du reste de la péninsule. Elle est ainsi bordée au nord-est par le Système ibérique, qui la sépare de la Catalogne, de l'Aragon, de la Navarre et du Pays basque ; au nord-ouest par la Cordillère Cantabrique, qui la détache des Asturies, de la Cantabrie et de la Galice ; au sud par la Sierra Morena qui l'isole de l'Andalousie, et avec laquelle elle communique par le défilé de Despeñaperros.
Elle est elle-même traversée par deux chaînes de montagnes. Le Système central, d'une altitude moyenne de 1 200 mètres la parcourt d'ouest en est et délimite la Submeseta norte et la Submeseta sud (occupée en grande partie par la Mancha), deux sous-ensembles aux caractéristique propres. Ce système est lui-même composé de deux chaînes mineures : la Sierra de Gredos à l'ouest et la sierra de Guadarrama à l'ouest. Les Montagnes de Tolède s'étendent pour leur part au sud de la ville qui leur a donné leur nom, et atteignent leur altitude maximale au Pic de la Villuerca alta, à 1603 mètres.
La Meseta est arrosée par plusieurs fleuves d'importance : le Tage, le Duero et le Guadiana, qui ont favorisé le développement de l'agriculture et de l'élevage (notamment ovin, avec la Mesta, puissante corporation des éleveurs transhumants, née au Moyen Âge), dans une région au climat très continental.

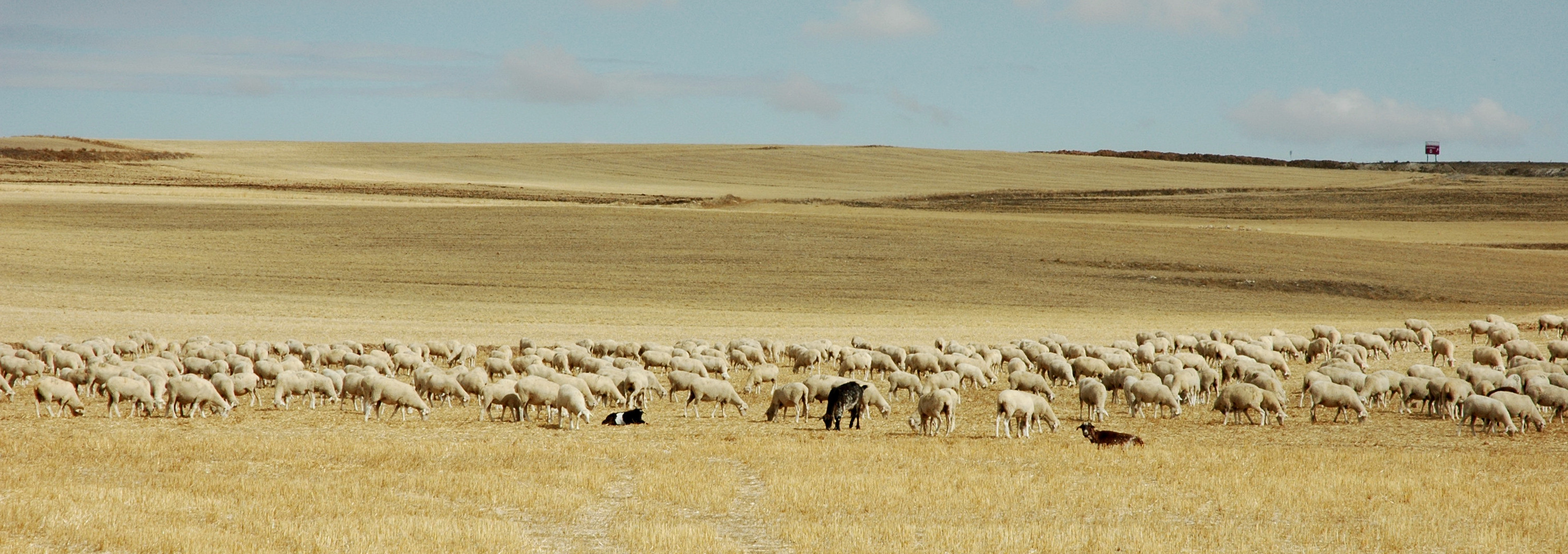
Élevage ovin dans la Meseta.

## Histoire
La Meseta constitue le territoire naturel sur lequel se sont développés les royaumes de Castille et de León au Moyen Âge, à partir de leurs bases septentrionales des Asturies et de Cantabrie. La Meseta est, avec la Reconquista, devenue le noyau fondamental de ces deux royaumes. Une première phase d'extension leur a permis de s'établir entre le système cantabrique et le Duero. Dès le XIe siècle et l'effondrement du pouvoir califal, la ligne du Duero est franchie : la totalité de la Submeseta nord passe sous contrôle chrétien. Cette région au sud du Duero va désormais être connue sous le nom d'Estrémadure (extrema duerii qui signifie « au-delà du Duero »). L'avancée des troupes d'Alphonse VI de Castille, permet dès 1085 de franchir le Système central à l'est et d'envisager une installation dans la Submeseta sud, autour de Tolède et de son royaume. Enfin, la fin du XIIe siècle est propice à la poursuite des offensives chrétiennes sur Al-Andalus. La partie occidentale du Système central cède peu à peu : cette extension de l'Estrémadure vers le Submeseta sud est appelée la Transierra. C'est pourtant à ce seul espace autour de Cáceres, Mérida et Badajoz que l'on se réfère depuis l'époque moderne en évoquant l'Estrémadure. Parvenues aux confins méridionaux de la Meseta, les troupes castellano-léonaises de Ferdinand III franchissent la Sierra Morena dans les années 1220 et entreprennent la conquête de l'Andalousie.
Après des siècles de mouvements de population et de troupes, de luttes entre Chrétiens et Musulmans, entre Castillans, Léonais et Portugais, la Meseta se trouve aujourd'hui répartie en quatre communautés autonomes espagnoles : 
- la communauté de Castille et León sur la Submeseta nord ;
- les communautés de Castille-La Manche et d'Estrémadure sur la Submeseta sud ;
- la Communauté de Madrid au centre, entre la Sierra de Guadarrama au nord (sous-ensemble nord-oriental du Système central) et les Monts de Tolède au sud.

## Climat
Le climat de la Meseta est méditerranéen continental. Son éloignement des côtes, son encerclement entre des massifs montagneux majeurs et son altitude lui vaut un climat aux grandes variations de températures annuelles et saisonnières, et par une pluviométrie basse. L'hiver est marqué par des températures nocturnes basses et même négatives (de -3°C à 5°C) et diurnes douces (de 10°C à 12°C). L'été est marqué par des températures très chaudes, atteignant ou dépassant quotidiennement 30°C. 
Les précipitations tombent principalement en automne et en hiver jusqu'au printemps et deviennent rares à nulles en été. Elles tournent autour de 300 à 400 millimètres. 
Le plateau central est aussi marqué par une faible hygrométrie, surtout lors des journées ensoleillées. Le caractère continental est très marqué dans cette partie intérieure de l'Espagne, et de toute la péninsule Ibérique en général à l'exception des côtes Méditerranéennes et Atlantiques.
| Mois                                | jan. | fév. | mars | avril | mai  | juin | jui. | août | sep. | oct. | nov. | déc. | année |
| ----------------------------------- | ---- | ---- | ---- | ----- | ---- | ---- | ---- | ---- | ---- | ---- | ---- | ---- | ----- |
| Température minimale moyenne (°C)   | −1,5 | 0,3  | 3,3  | 7,4   | 10,4 | 15,1 | 18,7 | 19,5 | 15,2 | 11,3 | 5,8  | 0,4  | 8,8   |
| Température moyenne (°C)            | 7,2  | 7,5  | 9,1  | 13,6  | 18,7 | 25,2 | 29,7 | 29,9 | 25,1 | 14,8 | 10,4 | 7,9  | 16,5  |
| Température maximale moyenne (°C)   | 11,1 | 12,2 | 14,1 | 18,7  | 24,9 | 29,2 | 33,3 | 33,7 | 26,4 | 20,7 | 15,5 | 11,4 | 20,9  |
| Précipitations (mm)                 | 70   | 49   | 40   | 33    | 25   | 18   | 3    | 3    | 12   | 35   | 45   | 69   | 402   |
| Nombre de jours avec précipitations | 18   | 10   | 9    | 6     | 3    | 1    | 0    | 0    | 1    | 13   | 17   | 20   |       |